# Ophiocoma occidentalis
Ophiocoma occidentalis är en ormstjärneart som beskrevs av Hubert Lyman Clark 1938. Ophiocoma occidentalis ingår i släktet Ophiocoma och familjen Ophiocomidae. Inga underarter finns listade i Catalogue of Life.